# Операція «Перч»
Операція «Перч» (англ. Operation Perch) — наступальна операція британців у Франції, що проходила 7—14 червня 1944 року, відразу після висадки в Нормандії, з метою знищення німецьких військ у французькому місті Кан. Останнє відігравало стратегічно важливу роль на першому етапі операції «Оверлорд», і за планом вторгнення союзників до Західної Європи, мусило бути захоплене ще 6 червня. Проте запеклий опір військ вермахту в поєднанні з нерішучістю британського командування призвели до зриву першого етапу. Для захоплення міста підтягнули додаткові сили і після перегрупування союзники розпочали операцію «Перч».
Зранку 7 червня, за наказом генерала Бернарда Монтгомері, війська XXX корпусу перейшли в наступ і ринули до Кана. 9 червня до них приєдналися сили I корпусу 2-ї британської армії. Відчайдушній спротив німців спинив британців на підступах до міста, а затори на вузькому узбережжі скували британські підкріплення.
На заході від британської лінії наступу американська 1-а армія прорвала оборону вермахту, утворивши так званий Комонський розрив. У нього кинули підрозділи британської 7-ї бронетанкової дивізії. 13 червня біля Вілле-Бокаж відбувся один з вирішальних боїв операції, в якому 101-й важкий танковий батальйон СС завдав поразки частинам 7-ї дивізії і зірвав спробу здійснити глибокий обхідний маневр.
Вранці 14 червня генерал Монтгомері скасував операцію через невдачі й нестачу сил для продовження наступу.
Наприкінці червня в операціях «Епсом» і «Матліт» союзники провели ще одну спробу опанувати місто, й значно поліпшили своє оперативне становище. Вони обложили лівобережну частину міста з трьох боків, але головної мети — опанування Кана — так і не досягли.

## Передумови

### Кан у планах союзників
Місто Кан займало стратегічну вигідну позицію в смузі висадки морського десанту союзників і було важливим вузлом у системі транспортних комунікацій на нормандському узбережжі Франції. По-суті, місто було головною зв'язувальною ланкою між півостровом Котантен та Францією.
За планом вторгнення захоплення Кана визначалося як пріоритетне завдання для британців на всіх рівнях командування. Заволодіння цим містом відкривало шляхи для подальшого просування союзників у напрямку на Париж.
На найсхіднішому фланзі висадки союзних військ (плацдарм «Сорд») на відстані 12 км від Кана висаджувалася 3-тя британська піхотна дивізія, посилена 27-ю окремою танковою бригадою, 1-ю бригадою спеціальних операцій (з французькими командос) і додатковими силами.
Дивізія майор-генерала Т. Ренні мала якомога швидше захопити Кан, а також взяти під контроль пануючі висоти навколо міста. Командир I корпусу лейтенант-генерал Джон Крокер перед висадкою віддав чіткий наказ: захопити місто до кінця 6 червня або ефективно блокувати, позбавивши німців можливості вирватися з нього.

### Операція «Нептун»
О 07:25 зранку 6 червня 1944 року перший ешелон I корпусу лейтенант-генерала Джона Крокера висадився на плацдармі «Сорд». Передові підрозділи 3-ї британської піхотної дивізії почали швидко просуватися з плацдарму на південь, опанували Ерманвіль, Уїстреам, Кольвіль-сюр-Мер, але зіткнувшись з опором 716-ї піхотної дивізії вермахту на опорних пунктах «Даймлер», «Гілман», «Морріс» та «Ровер», змушені були зупинитися. Грамотно та ефективно побудована система оборони німецьких військ на канському напрямку поступово звела нанівець увесь наступальний порив британської дивізії. Попри загалом успішний початок вторгнення до Нормандії, відносно слабку організацію протидії з боку керівництва вермахту на Західному фронті, союзним військам так і не вдалося виконати завдання першого дня битви. Наприкінці 6 червня вони зупинилися за кілька кілометрів від північної околиці Кана та зосередилися на поліпшенні свого положення й перегрупуванні сил.

## Підготовка операції «Перч»

### Підготовка британців

Карта операції «Перч»

Командування 2-ї британської армії в цих обставинах розробило операцію «Перч». Головною метою визначили спочатку оточити Кан, а потім опанувати місто й зачистити його від німців. За задумом I корпус мав широким маневром охопити місто з північно-східного напрямку, у той час як XXX британський корпус обходив Кан з південно-західного напрямку. Проведенням такого обхідного маневру генерал Майлз Демпсі розраховував виманити основні сили вермахту з їхніх підготовлених позицій та примусити їх розпорошити частини.
Перший ешелон I корпусу — 51-ша піхотна дивізія майор-генерала Д.Буллен-Сміта — мала наступати на південь поздовж річки Орн і потужним ударом з ходу прорвати оборонні позиції 21-ї танкової дивізії генерал-лейтенанта Е.Фойхтінгера та до кінця доби захопити місто Каньї за 10 км на південний схід від Кана. 50-та піхотна дивізія генерала Д. Грехема, перший ешелон XXX британського корпусу відповідно, наступала зі свого плацдарму на південь і мала завдати поразки підрозділам танкової дивізії «Лер» генерал-лейтенанта Ф. Баєрляйна та захопити міста Тії-сюр-Сель і Байо. Після опанування цих міст у бій передбачалося ввести другий ешелон армії — 7-му бронетанкову дивізію, посилену 8-ю бронетанковою бригадою, котрі, розвиваючи успіх першого ешелону XXX корпусу, мали прорватися далі на південь й узяти Вілле-Бокаж, після чого розгорнутися на схід у напрямку Евресі і висоти 112.
Одночасно планувалося висадити східніше Кана парашутним та посадочним способами підрозділи 1-ї повітрянодесантної дивізії майор-генерала Р.Аркарта. Британські десантники мали замкнути кільце оточення й не дати німцям можливості відступити з Кана. Однак у процесі затвердження операції втрутився командувач повітряним компонентом союзників головний маршал повітряних сил Траффорд Лі-Меллорі, який заборонив висадку через велику загрозу для транспортних літаків і планерів під час десантування.

### Війська вермахту

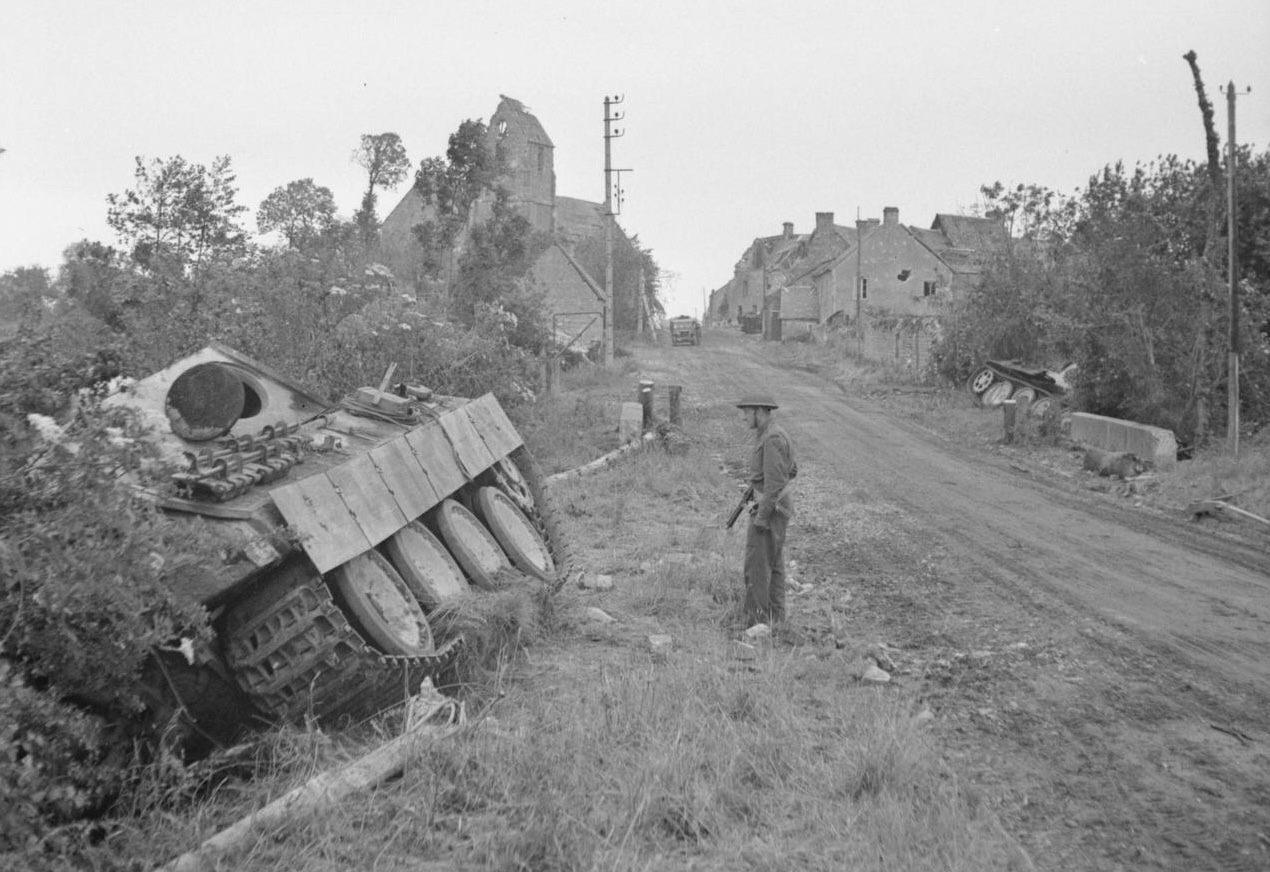
Підбитий німецький танк Panzer V «Пантера» на вулицях Ленжевр. Червень 1944

У районі Кана оборону утримували розрізнені підрозділи німецьких військ, головний кістяк яких складався з частин 21-ї танкової дивізії. Лише ввечері 7 червня за наказом генерал-фельдмаршала Герда фон Рундштедта, головнокомандувача військами вермахту на заході, І танковий корпус СС передали із 7-ї армії до танкової групи «Захід» генерала Гайра фон Швепенбурга.
Німецькі танкові частини вирушили до Нормандії, щоб стримати вторгнення противника. Передові підрозділи танкової дивізії «Лер», одної з найпотужніших дивізій німецької армії, прибули вночі 9 червня до Тії-сюр-Сель, втративши на 140-км марші від Лізьє до Кана 5 танків, 84 бронеавтомобілі та 140 вантажівок, навіть не вступивши в битву, внаслідок повітряних ударів союзної авіації. Ця дивізія зайняла позиції на захід від Кана, на напрямку головного удару XXX британського корпусу. Частини 12-ї танкової СС, 21-ї танкової та залишки 716-ї піхотної дивізій закріпилися на рубежі північніше Кана, на напрямку дії I корпусу. Скориставшись провалами в бойових порядках союзників німці провели низку контратак на плацдарми, де висадився противник. Зранку 9 червня залишки бойової групи Маєр та 30-ї мобільної бригади вирвалися з «мішку» на північ від Байо і вийшли до своїх військ.

### Склад сил
2-га британська армія
- I армійський корпус
  - 51-ша піхотна дивізія
  - 4-та бронетанкова бригада
- XXX армійський корпус
  - 7-ма бронетанкова дивізія
  - 49-та піхотна дивізія
  - 50-та піхотна дивізія
  - 8-ма бронетанкова бригада

 7-ма армія/Танкова армія «Захід»
- 1-й танковий корпус СС
  - 12-та танкова дивізія СС «Гітлерюгенд»
  - Танкова дивізія «Лер»
  - 21-ша танкова дивізія
  - 101-й важкий танковий батальйон СС
- III корпус ППО
- XLVII танковий корпус
  - 2-га танкова дивізія
- LXXXIV армійський корпус
  - 352-га піхотна дивізія
  - 716-та піхотна дивізія

## Битва

### Наступ XXX корпусу
Генерал Б.Монтгомері, попри заборону застосування повітряного десанту, вирішив не змінювати початковий план операції та з ранку 7 червня розпочати наступ. Просування британських військ розпочиналося в міру готовності формувань до дії і в цілому розвивалося відповідно до плану. Командувач 2-ї армії генерал Демпсі сподівався, що в такому темпі він зможе своїми військами подолати річку Орн і вирватися на оперативний простір, де була більш танкодоступна місцевість, що дозволило б йому розвинути наступ.
7 червня підрозділи XXX корпусу оволоділи Байо, яке стало першим французьким містом, звільненим від нацистів з початку операції союзників. Водночас на лівому фланзі наступу корпусу британці наразилися на запеклий спротив німців на підступах до Тії-сюр-Сель і вимушено перейшли до оборони.
Німецька танкова дивізія «Лер» чинила такий опір, що 50-ій британській дивізії, посиленій танками 7-ї бронетанкової дивізії, довелося зупинитися. Німці, вміло маневруючи на позиціях між річками Сель та Ор, не дозволяли противнику обійти їхню оборону з флангу. У ході бою танкісти 7-ї дивізії виявили пролом в оборонній системі противника й лейтенант-генерал Джерард Бакнейл вирішив здійснити глибокий обхідний маневр значно західніше річки Ор. Отже, було ухвалено рішення, у взаємодії з V американським корпусом генерал-майора Л. Героу, що наступав на південь на Комон-л'Еванте, прорвати оборону 352-ї німецької дивізії генерал-лейтенанта Д.Крайсса й продовжити рух вперед, обходячи головне угруповання вермахту біля Кана з півдня.
Наполегливе просування американських військ до Комон-л'Еванте утворило значний пролом у системі обороні вермахту на стику XXX британського та V американського корпусів. Незабаром його ширина сягала вже 12 км, отже союзне командування ухвалило рішення, залишити на фронті оборони німецької танкової дивізії «Лер» перед Ла-Бель-Ерін одну тільки 50-ту піхотну дивізію, а бронетанкову бригаду відвести назад до Бюсеель. Тут провести перегрупування ударного угруповання й, обходячи німецький рубіж оборони, котрий простягався понад дорогою між Тії-сюр-Сель і Баллеруа, здійснити марш на південь та вийте значно східніше головних сил противника. Надалі атакою з ходу опанувати Вілле-Бокаж та висоту 213, яка панувала над навколишньою місцевістю.
Вночі 10 червня 7-ма бронетанкова дивізія, після посилення її 56-ю піхотною бригадою 50-ї дивізії, вийшла до передмість Тії-сюр-Сель, і наступного ранку, здолавши опір німців, захопила центр селища.

Британські солдати 50-ї піхотної дивізії в селі Дує. Операція «Перч». 11 червня

Британці розраховували на те, що поява їхніх бронетанкових сил у тиловій смузі німецьких військ та загроза захоплення ними висот і важливих вузлових комунікацій примусить німців відступити із займаних рубежів, а це у свою чергу значно полегшить союзникам завдання щодо опанування Каном. Проте, німецьке керівництво чітко усвідомлювало небезпеку, яка нависла над їхнім лівим флангом оборони, і вжило певних заходів стосовно недопущення захоплення противником надзвичайно важливого в тактичному відношенні узвишшя поблизу Тії-сюр-Сель. Навперейми британським танковим формуванням вирушили передові підрозділи 101-го важкого танкового батальйону СС під командуванням СС-оберштурмфюрера М.Віттмана. Танкова рота, що нараховувала тільки 6 справних важких танків «Тигр», здійснила п'ятиденний марш з Бове і 12 числа вийшла до району південніше висоти 213.
Зранку 12 червня 7-ма бронетанкова дивізія продовжила рух вперед. О 12:00 командир 22-ї бронетанкової бригади бригадир Гінде отримав наказ на здійснення глибокого маневру, де його бригада діяла в першому ешелоні наступаючих військ. За чотири години передові підрозділи бригади наблизилися до Ліврі, останнього місця, де німці чинили опір. На північному фланзі з'єднання діяв 8-й розвідувальний полк Королівських ірландських гусар, який наразився на німецьку засідку, в сутичці противник підбив декілька танків «Кромвель». Ввівши в бій другий ешелон командир бригади зачистив від ворога навколишні рубежі та продовжив рух уперед. На правому фланзі маршем висувалися підрозділи 11-го гусарського полку принца Альберта, їхньому просуванню практично ніхто не заважав; поблизу з Комон-л'Еванте вони з'єдналися з американськими військами 1-ї піхотної дивізії.
О 05:30 13 червня британські бронетанкові частини знову розпочали рух і о 08:30 авангард 22-ї бронетанкової бригади вийшов на західну околицю Вілле-Бокаж. Один з підрозділів вирвався вперед і зайняв висоту 213, з якої забезпечувався контроль над усіма землями східніше Канського тракту.

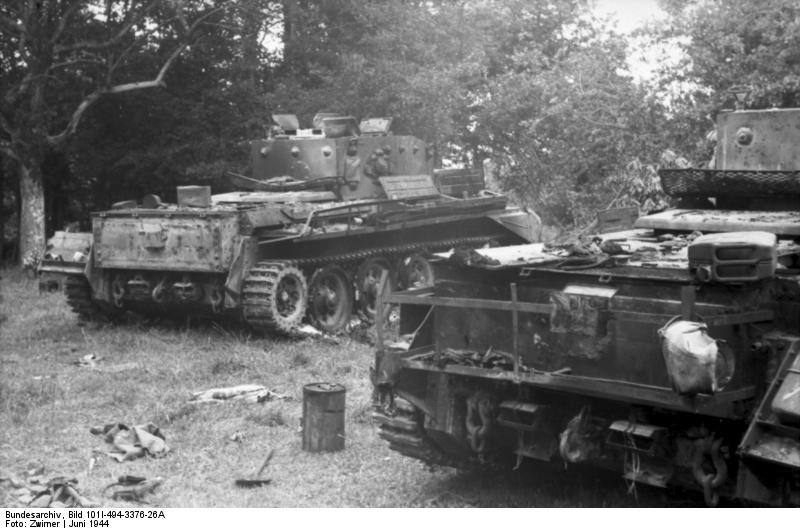
Знищені в бою за Вілле-Бокаж британські танки «Кромвель». Червень 1944

О 09:00 передова група британських танків несподівано потрапила під обстріл 3—5 німецьких важких танків «Тигр» 2-ї роти 101-го важкого танкового батальйону СС, які перебували на замаскованих позиціях уздовж Старого Канського тракту. Німці завдали удару по колоні британців, яка розтягнулася між висотою і Вілле-Бокаж. В результаті раптової атаки їм вдалося відразу підбити кілька британських танків і відрізати частину британського авангарду, що закріпився на висоті 213. Не гаючи часу, танки німців почали розстрілювати бронетранспортери, котрі стояли уздовж дороги. Британським артилеристам вдалося розгорнути одну з двох 57-мм протитанкових гармат QF 6 і підбити «Тигр», що атакував з півночі, від вогню німецьких танків стався вибух боєприпасів, що знаходилися в одному з транспортерів, який знищив гармату. Менш ніж за 15 хвилин «есесівці» знищили або уразили 13—14 танків, дві протитанкові гармати й близько 13—15 одиниць техніки. Багато з них особисто знищив екіпаж «Тигра» СС-оберштурмфюрера М.Віттмана.
Піхотний батальйон 22-ї бригади почав поспіхом займати позиції на підходах до Вілле-Бокаж; підрозділи, що вирвалися вперед, виявилися блокованими на висоті 213 і перейшли до кругової оборони. Але, можливості вирватися з оточення в них не було, німці зосереджували все більше сил навколо висоти. Врешті-решт обложений підрозділ, що не мав ні важкої техніки, ні артилерії, ні боєприпасів, змушений був здатися в полон.
Незабаром до поля бою підійшли танки німецької навчальної дивізії, й спробували заблокувати виходи з північного й західного напрямку з Вілле-Бокаж. Британська артилерія вогнем впритул знищила декілька німецьких танків. Тим часом підрозділи 101-го важкого батальйону спробували прорватися до центра селища, але потрапили під вогонь протитанкових гармат противника. Протягом 13 червня по всьому периметру і в самому населеному пункті точився запеклий вуличний бій, який вівся буквально через стіни домів. Артилерія вела вогонь прямим наведенням по танках та позиціях піхоти, що окопалася під руїнами Вілле-Бокаж. Нарешті, оцінивши обстановку, командування британської 7-ї дивізії ухвалило рішення відвести війська з Вілле-Бокаж, бо утримувати його без контролю висоти 213 не мало сенсу, а дороги, що проходять поруч, контролювалися основними силами дивізії в Амає-сюр-Сель.
О 20:00 під прикриттям вогню артилерії почалося відведення військ, яке було проведено без значних втрат.

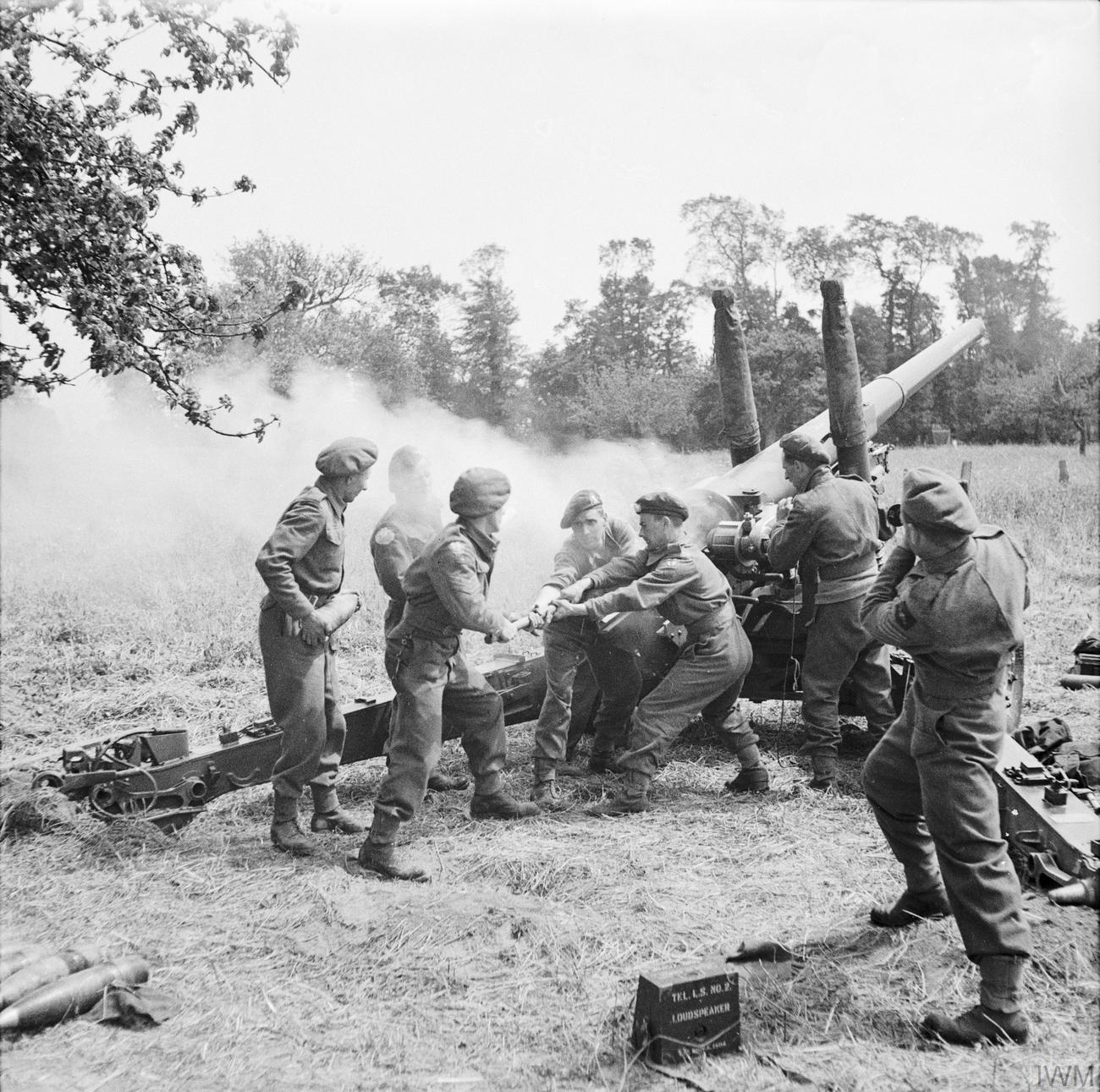
Британські артилеристи ведуть вогонь з 114-мм польових гармат BL 4.5-inch по противнику. Район Тії-сюр-Сель, Нормандія. Червень 1944

### Наступ I корпусу
Поки XXX корпус вів бої за Тії-сюр-Сель, для військ I корпусу через погані погодні умови початок наступальної операції вимушено перенесли на 12 число. Штормова погода поблизу нормандського узбережжя вплинула на те, що розвантаження на плацдарм особового складу й техніки 51-ї дивізії та 4-ї бронетанкової бригади відбувалося доволі повільно, з порушенням графіку. 10 червня німецька піхота за підтримки танків здійснила декілька контратак на позиції британських десантників 6-ї дивізії, що оборонялися на важливих плацдармах по річці Орн. І хоча спроби німців відбили, зокрема, за допомоги вогню кораблів союзного флоту, це вплинуло на готовність британського командування розпочати наступ з північного напрямку в обхід Кана.
Отже, в міру накопичення більших сил, британці поступово просувалися вперед, зі змінним успіхом вели бої за Бревіль, Ранвіль, Туффревіль. Опівдні 11 червня канадський стрілецький Її величності Королеви полк у взаємодії з 1-м гусарським механізованим полком атакували Ле-Меній-Патрі, намагаючись у такій спосіб посприяти наступу 69-ї бригади 50-ї піхотної дивізії, однак німецькі війська чинили затятий опір, бої набували все більшого розпачу й британцям врешті довелося скасувати наступ. 12 числа війська вермахту провели контратаку з району Бревіля, намагаючись збити позиції противника на мостах через Орн. Бойові дії набували все більш запеклого характеру, обидві сторони зазнавали все важчих втрат, втім німцям довелося відступити. Нарешті 12-й батальйон парашутного полку ціною втрат 141 десантника зі 160, що брали участь у бою, здобув Бревіль і закріпився на захоплених рубежах та позиціях.
Просування вперед 51-ї дивізії наразилось на добре підготовлену оборону 21-ї танкової дивізії вермахту й усі спроби прорватися були марними; наступ на схід від Кана було відкладено до 13 числа.

### Продовження операції
Зранку 14 червня генерал Б.Монтгомері скасував свій план операції щодо охоплення міста Кан з двох боків, через відсутність прогресу у виконанні його задуму й недостатню кількість сил та засобів для продовження наступальних дій на обох флангах. XXX корпус отримав завдання продовжувати в міру можливостей просування вперед, водночас у смузі наступу I корпусу 51-ша дивізія перейшла до оборони й закріпилася на захоплених рубежах. 50-та піхотна дивізія, що наступала на південному напрямку, наполегливо продовжувала вести активні бойові дії, зв'язуючи ними головні сили військ вермахту, що тримали оборону південніше Кана.
14 червня силами двох бригад за підтримки артилерії та авіації з'єднання повторно розпочало наступ, намагаючись прорватися до Ла Сенод'єр, Ла Бель Еріне, Ленжевр і Верр'єр. Бої мали запеклий характер, британцям із великими труднощами та втратами вдалося увірватися до Верр'єра. До 13:30 піхотинці 9-го батальйону захопили Ленжевр, але в танковому бою, що спалахнув між німецькими «Пантерами» і британськими «Шерман Файрфлай», посиленими протитанковими гарматами, німцям вдалося швидко вибити противника з селища. Бій зі змінним успіхом точився до опівночі, доки англійцям не вдалося закріпитися на захоплених рубежах. Бригади 50-ї дивізії знищили за один день 9 німецьких танків, але втратили 353 бійців.
До кінця 14 червня загальна обстановка стабілізувалася, британським військам так і не вдалося досягти визначеної мети операції. Танковій дивізії «Лер» за підтримки 1-ї роти важкого танкового батальйону СС фактично вдалося стійким утриманням своїх позицій не допустити глибокого охоплення противником Кана й виходу його моторизованих підрозділів у глибокий тил позаду оборонних рубежів вермахту. Бої ще точилися до кінця доби зі змінним успіхом, але в цілому сторони припинили активні дії та перейшли до оборони.

## Наслідки
Після невдалого завершення операції «Перч» генерал Майлз Демпсі відзначив, що «зараз немає жодного шансу на швидке проведення операції із застосуванням повітрянодесантних військ ані захопити Кан, ані поглибити плацдарм на фронті наступу XXX корпусу. Зараз ясно, що Кан може бути здобутий лише після детально спланованої та ретельно підготовленої операції, а зараз у нас немає ні людей, ні боєприпасів для цього».
У цій ситуації командування союзників почало готувати довготривалий штурм цього нормандського міста з урахуванням тих сил, що вони мали, та беручи до уваги зосередження противником значного угруповання на підступах до Кана. Разом із тим, попри провал операції «Перч», завзятий та наполегливий наступ британської 2-ї армії на східному фланзі зони вторгнення сприяв тому, що генерал-фельдмаршал Ервін Роммель змушений був зосередити проти армії Б. Монтгомері практично всі свої танкові дивізії. Це призвело до того, що в центрі та на правому фланзі союзного плацдарму німці мали невелику кількість танків і, відповідно, не мали можливості провести потужну контратаку проти американських військ.